# 巴塞隆納當代藝術博物館
巴塞隆納當代藝術博物館（簡稱MACBA）是位於西班牙巴塞隆納的一座博物館。巴塞隆納當代藝術博物館開業於1995年11月28日，建築由美國建築家理察·邁耶設計。博物館主要收藏20世紀後期的美術作品。展示品大致每個三個月至四個月更換一次。

## 外部連結
- MACBA web site （页面存档备份，存于）